# Кіда Хіната
Хіната Кіда (яп. 喜田陽, нар. 4 липня 2000, Осака) — японський футболіст, півзахисник клубу «Авіспа Фукуока».

## Клубна кар'єра
Народився 4 липня 2000 року в місті Осака, Японія. Вихованець футбольної школи клубу «Сересо Осака». Дорослу футбольну кар'єру розпочав 2017 року в основній команді того ж клубу, в якій того року взяв участь в одному матчі Кубку Джей-ліги. В подальшому для отримання ігрової практики грав за резервну команду «Сересо Осака U-23», а на сезон 2019 року був відданий в оренду в клуб «Авіспа Фукуока».

## Виступи за збірні
У складі юнацької збірної Японії взяв участь у юнацькому (U-16) кубку Азії в Індії у 2016 році, ставши півфіналістом турніру, а з командою до 17 років зіграв на юнацькому чемпіонаті світу 2017 року в Індії, де команда дійшла до 1/8 фіналу.
У складі молодіжної збірної Японії до 20 років Кіда поїхав на молодіжний чемпіонат світу 2019 року у Польщі.